# Olof Wigius
Olof Wigius, född 18 december 1705 i Östra Eds församling, Östergötlands län, död 16 mars 1783 i Gistads församling, Östergötlands län, var en svensk präst.

## Biografi
Olof Wigius föddes 1705 i Östra Eds församling. Han var son till kyrkoherden Nicolaus Wigius i Västra Eds församling. Wigius blev höstterminen 1726 student vid Uppsala universitet och prästvigdes 15 maj 1732. Han blev 1738 kyrkoherde i Lillkyrka församling och 21 mars 1759 kyrkoherde i Gistads församling. Wigius avled 1783 i Gistads församling.

### Familj
Wigius gifte sig 25 februari 1725 med Eleonora Sophia Planting-Gyllenbåga (1692–1770). Hon var dotter till underjägmästaren Gustaf Planting-Gyllenbåga och Maria Schildt i Västergötland samt änka efter kyrkoherden Nicolaus Lagerlund i Gamleby församling.